# Borrego (Film)
Borrego ist ein US-amerikanischer Thriller von Jesse Harris aus dem Jahr 2022. Die Hauptrolle spielt Lucy Hale.

## Handlung
Die Botanikerin Elly untersucht in der Wüste bei San Diego eine invasive Pflanzenart und trifft auf die Schule schwänzende Tochter des Deputy Sheriffs Alex. In der Nähe muss ein Leichtflugzeug notlanden und fängt Feuer. Der Pilot Tomas ist ein Drogenkurier des Kartells und kidnappt Elly kurz nach seiner Bruchlandung, als sie ihm zu Hilfe kommt. Zu zweit machen sie einen beschwerlichen Trip durch die Wüste. Tomas’ Kontaktmann Guillermo wartet vergebens auf die Lieferung Fentanyl und macht sich auf die Suche nach den Drogen. Der Sheriff verfolgt die Verbrecher und muss sich parallel auch noch um das Wohl seiner Tochter sorgen, die mit ihrem Motorrad ebenfalls auf der Suche nach Elly ist.

## Kritik
„Ein etwas blasser Survival-Thriller rund um Drogenschmuggel und die Opioid-Krise, der allerdings weder in Sachen Suspense noch als Kommentar zur Kartell-Kriminalität viel Biss entfaltet.“